# 守山市立浮気保育園
守山市立浮気保育園（もりやましりつ ふけほいくえん）は、滋賀県守山市にある公立の保育所。

## 概要
1976年建設の施設の老朽化に伴い、藤本壮介（東聖藤本壮介建築設計事務所）のデザインを最優秀として採用。2015年に完成した。園舎をL字型に配置、その反対側に回廊を介して、一周できるようになっており、二階から直接園庭に降りることのできる階段も複数設置されている。園舎の中にはクラスとクラスの間に壁を作らない設計になっている。

### 特徴
保育園は、ヨーロッパ各国の国際設計競技にて最優秀賞を受賞している藤本壮介の設計によるもので、間仕切りのない保育室となっており、自然採光を取り入れた開放感あふれる施設となっている。天井面に高反射塗料を塗布し照明エネルギーを軽減するなど環境面にも考慮している。また、隣接する浮気団地公園と一体的に整備されており浮気自治会館（隣接）と共に多様な地域利用が可能となっている。

### 建築概要
- 所在地：滋賀県守山市浮気町321-2[1]
- 設計：東聖藤本壮介建築設計事務所[4]
- 施行：京都建物辻正 株式会社[5]
- 改築費用：2億7299万9000円[4]
- 敷地面積：2,148m2[1]
- 園舎面積：1,393m2[1]
- 構造：鉄骨造[1]
- 階：2階建[1]
- 施設：0～2歳児保育室、 3～5歳児保育室、遊戯室、子育て支援室ほか[1]

## 沿革
- 1976年（昭和51年）- 守山市に浮気保育園が設立[6]。
- 2013年（平成25年）12月8日 - 園舎改築基本設計・実施設計委託業務を委託する設計者を公募型コンペ方式により選定[7][6]。
- 2015年（平成27年）
  - 4月 - 定員150名で保育園・公園の供用開始[6][8]。
  - 9月30日 - 浮気保育園と浮気団地公園の整備が完了[1]。
  - 10月24日 - 浮気保育園と浮気団地公園の整備工事竣工式を開催[9]。

## 保育園改築の設計者選定コンペティション
出典

### 概要
浮気保育園の改築にあたっては「浮気保育園園舎改築基本設計・実施設計業務」を委託する設計者が公募型コンペ方式により選定された。
改築にあたっては、隣接する浮気団地公園の敷地を含む一体的な敷地を対象として、再度保育園と公園の敷地を一定の条件のもと自由に設定したうえで、保育園の改築と公園整備を併せて行われた。

### 審査員
- 滋賀県立大学 研究・評価担当理事兼副学長 布野 修司
- 元滋賀県文化部長 本城 博一
- 立命館大学 理工学部 建築都市デザイン学科教授 及川 清昭
- 滋賀県立大学 環境科学部 環境建築デザイン学科教授 陶器 浩一
- びわこ学院大学付属こども園あっぷる副園長 杉本 栄子
- グランドメゾン守山自治会会長 三宅 和夫
- 浮気町自治会会長 中嶋 彰
- 浮気保育園振興会会長 藤村 芳伯
- 浮気保育園振興会副会長 松村 由香梨
- 浮気保育園振興会副会長 大北 達哉
- 浮気保育園長 東村 照代

### 賞
- 業務契約

### コンペ結果
最優秀作品
- 藤本壮介（有限会社東聖藤本壮介建築設計事務所）

次点
- 竹山聖（株式会社設計組織アモルフ）

一次審査通過者
- 平田晃久（株式会社 平田晃久建築設計事務所）
- 小池啓介（株式会社サードパーティ一級建築士事務所）
- 飯田善彦（株式会社 飯田善彦建築工房）

## 所在地
- 滋賀県守山市浮気町321番2号